# Pozuelo de Calatrava
Pozuelo de Calatrava là một đô thị thuộc Ciudad Real, Castile-La Mancha, Tây Ban Nha. Đô thị này có dân số là 2.602.

## Dân số
| 1991  | 1996  | 2001  | 2004  |
| ----- | ----- | ----- | ----- |
| 2.343 | 2.515 | 2.576 | 2.691 |